# Ludovico Fossali
Ludovico Fossali (Trento, 21 maggio 1997) è un arrampicatore italiano, specializzato nella speed.

## Biografia
Ha vinto la medaglia d'oro nella specialità dello speed al Campionato del mondo di arrampicata 2019 ad Hachiōji, Giappone. Si è posizionato in 9ª posizione nella specialitá Combinata, ottenendo la qualificazione ai Giochi della XXXII Olimpiade di Tokyo 2020.
Nel 2017 ha vinto un bronzo nella tappa di coppa del mondo di Arco e l'oro nella tappa ad Edimburgo, nel 2018 e nel 2019 una medaglia d'argento ed una di bronzo nella tappa di Wujiang.